# Compétence et performance
L'opposition théorique entre compétence et performance est une hypothèse de Noam Chomsky dans le cadre de la linguistique générative. Publiée initialement en 1965 dans Aspects de la théorie syntaxique, elle procède d'une réinterprétation de « l’opposition saussurienne de la langue et de la parole » et est devenue un concept classique du discours linguistique général. Elle différencie chez les générativistes la capacité de construire et reconnaître l'ensemble des énoncés grammaticalement corrects d'une part (compétence) et l'ensemble des énoncés produits d'autre part (performance). Cette opposition est primordiale dans le sens où la tradition générativiste tente d'étudier la capacité à produire des énoncés par le biais de ces énoncés.
Selon Chomsky, la compétence linguistique est commune à tous les locuteurs d'une même langue, et permet d'interpréter les phrases dotées de sens, les phrases ambiguës, etc. Elle permet en théorie à un locuteur de produire des phrases d'une longueur infinie, ce que ne permet pas la performance linguistique en raison de notre limite mémorielle.
D'après Nicolas Ruwet : « Tout sujet adulte parlant une langue donnée est à tout moment capable d’émettre spontanément ou de percevoir et de comprendre un nombre infini de phrases que pour la plupart il n’a jamais prononcées ni entendues auparavant. »
L’idée de base de Chomsky est bien le concept d’innéisme selon lequel tout locuteur de naissance possède une connaissance innée des mécanismes du langage [réf. nécessaire]. Il peut distinguer une phrase grammaticale d’une phrase agrammaticale.
D'autre part, selon Chomsky, l'ensemble des phrases possibles dans une langue donnée est infini, mais limité par la pragmatique. De cette manière, la linguistique générative se distingue de la linguistique structuraliste qui se limitait à des corpus (énoncés produits).
Par exemple, la phrase suivante est possible grammaticalement et sémantiquement, mais a peu de chance d'être produite : « Le chien de la voisine qui est partie en vacances dans le sud de la France où il fait bon vivre lorsqu'il ne fait pas trop chaud ou trop froid et qui est rentrée dimanche matin aux premières lueurs, jour où mon voisin est tombé du toit de sa maison qu'il réparait en prévision des jours de pluie que l'on attend le mois prochain et s'est cassé la jambe, s'est échappé de son jardin et est parti se promener dans le parc où les chats... ».
L'opposition entre compétence et performance à laquelle il est fait référence ci-dessus a trait à la linguistique. La distinction compétence/performance qui a cours en linguistique n'a pas forcément cours, ou ne se pose pas forcément dans les mêmes termes, dans d'autres champs scientifiques : psychologie du travail de langue française, psychologie du travail américaine, sciences de l'éducation, ergonomie de langue française, gestion des ressources humaines, stratégie d'entreprise.